# Operacja Źródło Młodości
Operacja Źródło Młodości lub operacja Awiw Ne’urim (hebr. מבצע אביב נעורים, Miwca Awiw Ne’urim) – izraelska operacja wojskowa przeprowadzona w dniach 9–10 kwietnia 1973 roku w Bejrucie, która miała na celu atak na cele związane z Fatahem, Demokratycznym Frontem Wyzwolenia Palestyny/Ludowym Frontem Wyzwolenia Palestyny i Organizacją Wyzwolenia Palestyny w stolicy Libanu Bejrucie.
Operacja ta była częścią szerszej operacji „Gniew Boży”, będącej izraelskim odwetem za zamach na izraelskich sportowców w Monachium podczas Letnich Igrzysk Olimpijskich w 1972 roku .
Głównym założeniem operacji było zabicie Kamala Nasira – rzecznika prasowego OWP, Kamala Adwana – dowódcy operacyjnego OWP i Mohameda Jusufa an-Nadżira (Abu Jusufa) – przywódcy Czarnego Września. Ponadto Izraelczycy mieli zaatakować sztab LFWP/DFWP i Fatahu oraz miejsca, gdzie Palestyńczycy mieli przechowywać broń i amunicję. Wymienionych przedstawicieli organizacji palestyńskich zabito, wysadzono składy broni i warsztaty. Straty w zabitych i rannych poniosły obie strony. W wyniku działań izraelskich żołnierzy zginęła również obywatelka Włoch.

## Tło operacji
W 1972 roku, w Izraelu oraz w Europie, miały miejsce zamachy, których ofiarami byli obywatele izraelscy. Ataki były inspirowane i przeprowadzane, według Izraelczyków, przez działające w Libanie organizacje palestyńskie (przede wszystkim Czarny Wrzesień) i wspierające je organizacje komunistyczne. Do tych wydarzeń należały między innymi:
- porwanie samolotu belgijskich linii lotniczych Sabena(inne języki) 8 maja 1972 roku,
- atak na lotnisku im. Dawida Ben Guriona(inne języki) w Lod członków Japońskiej Armii Czerwonej 30 maja 1972 roku,
- podłożenie bomby w samolocie izraelskich linii El-Al lecącego z Rzymu 16 sierpnia 1972 roku,
- atak na izraelską ambasadę w Bangkoku(inne języki) i wzięcie jej pracowników jako zakładników 28 września 1972 roku.

We wrześniu 1972 roku, podczas Letnich Igrzysk Olimpijskich, członkowie Czarnego Września wtargnęli do wioski olimpijskiej w Monachium. Przeprowadzili oni atak na izraelską reprezentację, w wyniku którego zginęło 11 Izraelczyków. Skłoniło to izraelską premier Goldę Meir wraz z członkami struktur bezpieczeństwa do podjęcia decyzji o przeprowadzeniu ataków odwetowych na członków tej organizacji (operacja „Gniew Boży”). Przeprowadzeniem ataków mieli zająć się funkcjonariusze Mosadu, którzy mieli w Europie znaleźć i zabić odpowiedzialnych za zaplanowanie i przeprowadzenie ataku na sportowców w Monachium. W trakcie operacji Mosad zabił osoby związane z Czarnym Wrześniem we Francji, Grecji czy na Cyprze. Trzy osoby będące na liście celów przebywały jednak w Bejrucie. Byli to: Kamal Nasir – rzecznik prasowy OWP, Kamal Adwan – dowódca operacyjny OWP i Mohamed Jusuf an-Nadżir (Abu Jusuf) – przywódca Czarnego Września. Zonder podaje, że Adwan i Nasir nie byli zaangażowani w planowanie zamachu w Monachium, ale zostali dołączeni do listy celów przy okazji przeprowadzania operacji w Bejrucie .

## Przygotowania

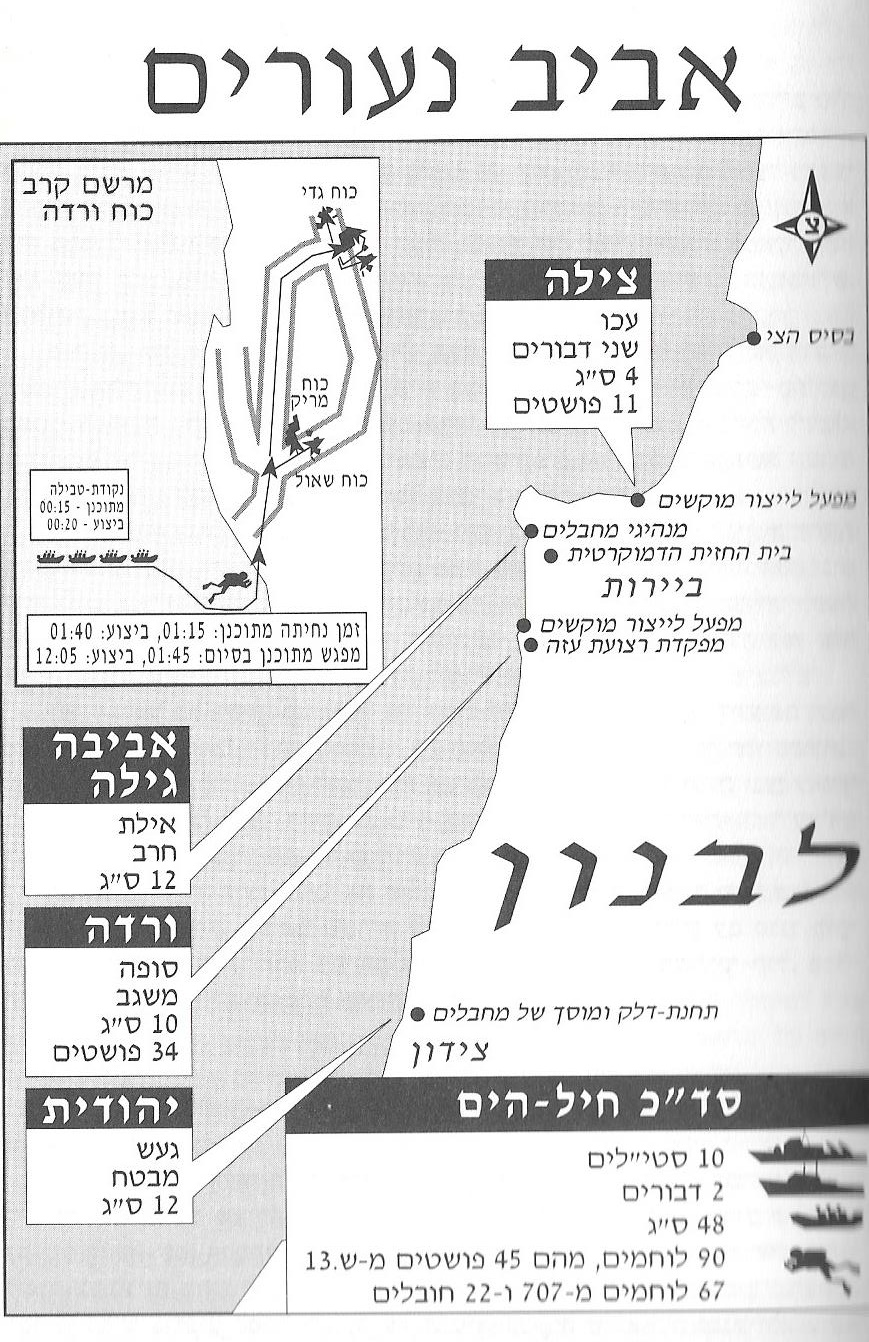
Plan operacji z siłami użytymi w niej. Od góry Cila, Awiwa i Gila, Warda oraz Jehudit.

Pierwotnie operacja miała być dużym desantem w Bejrucie, który odciąłby część miasta i zakończyłby się szturmem na cele. Koncepcję tę odrzucono. Ówczesny minister obrony Mosze Dajan uznał jednak, że operacja powinna zostać rozszerzona o ataki na siedzibę DFWP/LFWP, siedzibę Fatahu i składy broni i amunicji organizacji palestyńskich.
Siłom biorącym w operacji wyznaczono pięć celów, którym nadano następujące kryptonimy:
- Awiwa (hebr. אביבה) – dwa siedmiopiętrowe budynki, w których mieszkali Kamal Adwan, Abu Jusuf i Kamal Naser. Bloki znajdowały się przy rue Verdun(inne języki) w Bejrucie. Miały one zostać zaatakowane przez przebrany za cywilów oddział Sajjeret Matkal pod dowództwem Ehuda Baraka[c].
- Gila (hebr. גילה) – był to siedmiopiętrowy budynek, w którym według wywiadu, miały znajdować się siedziba i koszary LFWP/DFWP. Cel ten miał być zaatakowany i wysadzony przez 50. Batalion Spadochroniarzy pod dowództwem ppłka Amnona Lipkin-Szachaka oraz płetwonurków z Jednostki 707.
- Cila (hebr. צילה) – cywilny budynek w północno-wschodniej części Bejrutu, w którym Fatah składował broń, amunicję i ładunki wybuchowe.
- Warda (hebr. ורדה) – dwa budynki w dzielnicy Al-Uza’i na południu Bejrutu. Miały one należeć do Fatahu, w jednym budynku miał być skład ładunków wybuchowych, a w drugim miały powstawać plany zamachów w Strefie Gazy. W to miejsce skierowano oddział Szajjetet 13 pod dowództwem ppłka Sza’ula Ziwa.
- Jehudit (hebr. יהודית) – budynek znajdujący się na północ od Sydonu. Według doniesień wywiadu był to warsztat broni Fatahu. Cel miał zostać zaatakowany przez drugi oddział 50. Batalionu Spadochroniarzy.

Funkcjonariusze Mosadu, którzy brali udział w operacji „Gniew Boga”, mieli wspomóc izraelskich żołnierzy informacjami na temat zlokalizowania Nasira, Adwana i Abu Jusufa oraz zorganizowaniem transportu dla oddziałów Baraka i Lipkin-Szachaka w Bejrucie .
Transport oraz zabezpieczenie operacji stanowiło dziewięć korwet rakietowych typu Sa’ar 2 („Miznak”, „Miwtach”, „Ako”, „Ejlat”, „Misgaw”) i typu Sa’ar 3 („Sa’ar”, „Sufa”, „Cherew”, „Ga’asz”) oraz dwa okręty patrolowe typu Dabur. Okręty miały zabrać na swoich pokładach dodatkowo 48 pontonów. Dowódcą oddelegowanych sił Izraelskiego Korpusu Morskiego mianowano płka Szabataja Lewiego.
Zabezpieczeniem wywiadowczym zajęła się Jednostka 8200, a konkretnie wydzielone do operacji dwa zespoły. Jeden miał wspomagać nasłuchem siły operujące w Bejrucie, a drugi – oddział, który miał operować w rejonie Sydonu .

## Przebieg operacji
Od 1 do 7 kwietnia do Bejrutu przybyli oficerowie Mosadu i podając się za turystów z Niemiec, Belgii i Wielkiej Brytanii wynajęli pokoje w różnych hotelach w mieście oraz wypożyczyli przynajmniej trzy samochody, które miały służyć do transportu izraelskich żołnierzy.
Rankiem dziewiątego kwietnia z portu w Hajfie wyszły w morze korwety rakietowe oraz łodzie patrolowe. Okręty „Miznak” i „Sa’ar” służyły jako okręty dowodzenia operacją. „Ga’asz” i „Miwtach” transportowały na swoich pokładach płetwonurków z Jednostki 707 i oddział spadochroniarzy, którzy mieli zaatakować cel Jehudit. Dwa okręty patrolowe typu Dabur i okręt „Ako” z 11 żołnierzami skierowały się w kierunku celu Cila. „Ejlat” i „Cherew” transportowały żołnierzy Sajjeret Matkal, spadochroniarzy Amnona Lipkin-Szachaka oraz płetwonurków z Jednostki 707 do celów Awiwa i Gila. Okręty „Misgaw” i „Sufa” transportowały żołnierzy Szajjetet 13 do celu Warda. Siły przybyły do Bejrutu po zmroku.

### Awiwa

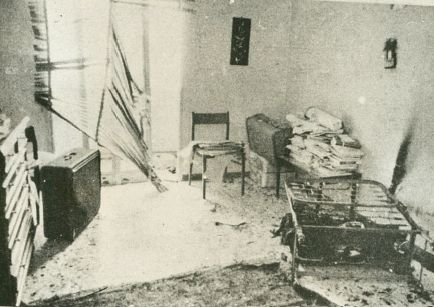
Zniszczone mieszkanie Adwana w Bejrucie.

Komandosi Sajjeret Matkal z plaży zostali przetransportowani przy pomocy samochodów w pobliże celu. Na miejscu przebrali się w cywilne stroje i udali w kierunku wyznaczonych na cele budynków. Przebrany za kobietę Ehud Barak i udający jej kochanka Muki Becer dali znak, że brama wejściowa do bloku jest otwarta i nie ma w okolicy ochrony. Siły Sajjeret Matkal podzieliły się na pięć grup uderzeniowych. Wywiad informował, że ochrona obiektu miała znajdować się w samochodzie marki Mercedes, ale tej nocy ochroniarze przybyli samochodem Renault. Pozostawieni na dole bloku żołnierze zaczęli ostrzeliwać samochód, którego kierowca osunął się na kierownicę i klaksonem zaalarmował okolicę.
W tym samym czasie oddział Becera i Jonatana Netanjahu dotarł do mieszkania Abu Jusufa i wysadził drzwi wejściowe. Początkowo komandosi nie mogli zlokalizować celu. W mieszkaniu było pięcioro dzieci, a Abu Jusuf zabarykadował się w sypialni z żoną. Izraelczycy najpierw zaczęli strzelać przez drzwi, a później wyważyli drzwi do sypialni i oddali strzały do obu osób. W drugim bloku Izraelczycy dotarli do mieszkań Adwana i Nasira. Po wtargnięciu do mieszkania tego pierwszego jeden z komandosów został raniony. Po krótkiej wymianie ognia Adwan został zabity, a żołnierze przystąpili do zbierania dokumentów. W tym samym czasie trzeci zespół pod dowództwem Cwikiego Liwne wysadził drzwi mieszkania Nasira i zaczął go szukać. Zabito go w kuchni, a w mieszkaniu poza dwoma kobietami nikogo innego nie znaleziono. Kiedy komandosi opuszczali mieszkanie Nasira doszło do postrzelenia Włoszki, która obudzona wystrzałami otworzyła drzwi na korytarz. Kobieta zmarła.
Kiedy trzy oddziały szturmowe opuszczały budynek, pozostali na ulicy komandosi walczyli z przybyłą na miejsce libańską żandarmerią wojskową. Po zniszczeniu trzech samochodów z żandarmami Izraelczycy postanowili uciec cywilnymi samochodami na plażę. Atak na cel Awiwa miał trwać 30 minut.

### Gila

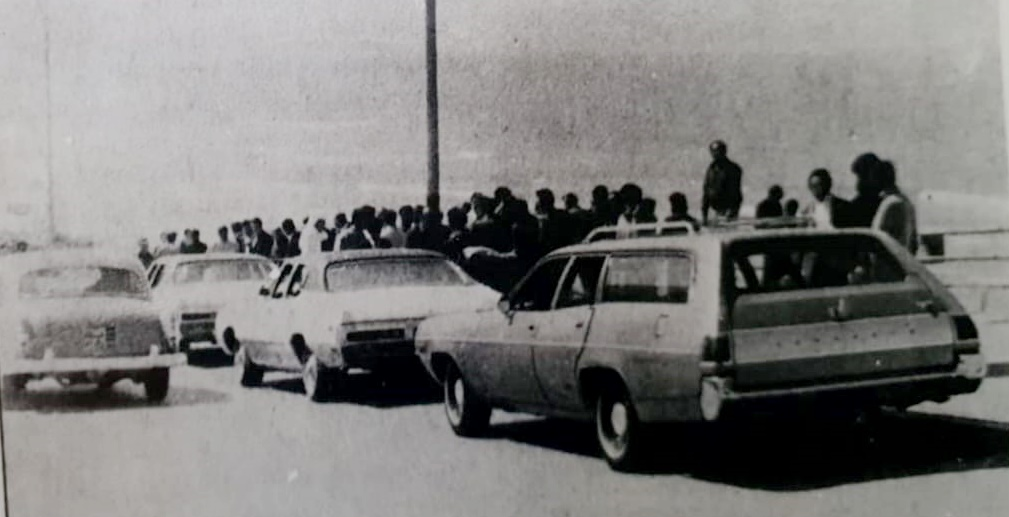
Trzy porzucone samochody użyte przez Izraelczyków podczas operacji w Bejrucie.

Oddział Lipkin-Szachaka dotarł do wybrzeży Bejrutu w strojach cywilnych. W oddziale, poza spadochroniarzami znajdował się medyk z Jednostki 707, komandos z Szajjetet 13 oraz trzech kierowców. Po zbliżeniu się do budynku DFWP/LFWP Lipkin-Szachak wybrał dwóch żołnierzy, którzy mieli zabić dwóch strażników. Nie zauważono jednak dwóch pozostałych, którzy znajdowali się w pobliskim samochodzie z karabinem DSzK. Izraelczykom udało się po cichu wyeliminować dwóch pierwszych strażników, jednak pozostali dwaj w aucie otworzyli ogień w kierunku komandosów. Jeden zginął na miejscu, drugi później, w wyniku odniesionych ran. Zaalarmowało to znajdujących się w budynku bojowników, którzy zaczęli ostrzeliwać Izraelczyków. Emmanu’el Szaked nakazał rozpoczęcie działań wspierających. W stronę Bejruetu zostali wysłani kolejni żołnierze, aby zabezpieczyć obszar operacji. Czterem spadochroniarzom udało się wejść do budynku i rozmieścić ładunki wybuchowe, których zapalniki ustawiono na trzyminutowe opóźnienie. Następnie Izraelczycy wsiedli do trzech samochodów i zaczęli wycofywać się w stronę plaży Ramlet al-Ba’ida. Z plaży ranni i ciało zabitego spadochroniarza zostali zabrani przez śmigłowce. Reszta grupy wycofała się pontonami na okręty. Atak na cel trwał 24 minuty.

### Cila
Oddział pod dowództwem ppłka Szmu’ela Presburga nie napotkał na swojej drodze do celu żadnego oporu. Budynek został wysadzony, a oddział szturmowy wycofał się na plażę i wrócił pontonami na okręty.

### Warda
Oddział Sza’ula Ziwa podzielił się na dwa zespoły uderzeniowe. Jeden zaatakował biuro Fatahu, a drugi skład ładunków wybuchowych. Szturm na cele trwał 10 minut, budynki zostały wysadzone w powietrze.

### Jehudit
Grupa spadochroniarzy podzieliła się po desancie na trzy części: jedną uderzeniową, dwie zabezpieczające. Siły te bez problemu i nie napotkawszy oporu wysadziły w powietrze warsztat broni.

## Rezultaty operacji
Izraelczycy ogłosili, że operacja zakończyła się sukcesem. Zabito trzy ważne osoby powiązane z palestyńskimi organizacjami. Według różnych źródeł w wyniku ataku miało zginąć od 40 do ok. 100 palestyńskich bojowników. W wyniku działań prowadzonych przez izraelskich żołnierzy zginęło także dwóch pracowników ochrony i obywatelka Włoch.
Ówczesny minister obrony Szimon Peres nazwał operację „wielkim zwycięstwem Izraela w walce z arabskim terroryzmem”. Amnon Lipkin-Szachak i kpt. Menachem Zaturski otrzymali za operację Medal za Odwagę. Medal za Wybitną Służbę otrzymali por. Aharon Sabag oraz kpt. Rafi Ejal.
Swoją solidarność z Libanem ogłosiła Syria. Prezydent Egiptu Anwar as-Sadat wysłał do Bejrutu swojego przedstawiciela, który miał przekazać rodzinom ofiar odszkodowania. Egipcjanie uznali ponadto atak za militarną eskalację ze strony Izraela i próbę narzucenia swojej władzy w regionie. Władze Libanu wystąpiły do ONZ z prośbą o potępienie ataku. W Bejrucie doszło do protestów antyizraelskich i antyamerykańskich.
Według źródeł libańskich w wyniku ataku zginęło dwóch cywilów, dwóch przedstawicieli służb bezpieczeństwa, a raniono 29 osób. Z kolei armia libańska podała informację o śmierci 11 osób.

## Popkultura
Operacja „Źródło Młodości” została ukazana w filmie Stevena Spielberga Monachium z 2005 roku.